# Suillia bicolor
Suillia bicolor är en tvåvingeart som först beskrevs av Zetterstedt 1838.  Suillia bicolor ingår i släktet Suillia och familjen myllflugor. Arten är reproducerande i Sverige. Inga underarter finns listade i Catalogue of Life.